# Carl Prausnitz
Otto Carl Willy Prausnitz, auch bekannt als Carl Prausnitz-Giles, (geboren 11. Oktober 1876 in Hamburg; gestorben 21. April 1963 in Ventnor, Isle of Wight) war ein deutscher Hygieniker. Er wurde vor allem bekannt als Mitentdecker der Prausnitz-Küstner-Reaktion.

## Leben und Tätigkeit
Prausnitz war ein Sohn des Otto Prausnitz und seiner britischen Ehefrau Edith Maria Giles. Nach dem Besuch des Realgymnasiums des Johanneums in Hamburg, wo er zu Ostern 1894 die humanistische Nachprüfung bestand, studierte er zwei Semester Mathematik und Physik an der Technischen Hochschule in Darmstadt.
1896 wandte Prausnitz sich der Medizin zu. Dieses Fach studierte er an den Universitäten Leipzig, Kiel und Breslau. Zu Ostern 1898 bestand er in Leipzig das Physikum und im Winter 1900/1901 in Breslau die ärztliche Staatsprüfung. Anschließend war er ein Jahr lang Assistenzarzt am Freimaurer-Krankenhaus in Hamburg. Seit April 1902 arbeitete Prausnitz als Praktikant am dortigen Hygienischen und Pathologischen Institut und wurde dort im Dezember 1902 als Assistent angestellt. 1903 wurde er an der Universität Breslau promoviert.
1905 ging Prausnitz nach Großbritannien, wo er zum Demonstrator für Bakteriologie am Royal Institute of Public Health in London ernannt wurde. Von 1908 bis 1910 war Prausnitz Assistent am Bakteriologischen Laboratorium des Londoner Metropolitan Asylum Board.
Seit 1910 leitete Prausnitz die Wutschutzabteilung (Tollwutschutz) des Hygiene-Instituts der Universität Breslau. 1912 habilitiert er sich für Bakteriologie und Hygiene und war von 1918 bis 1920 Vorstand des dortigen Untersuchungsamtes. 1920 wurde er dann Zum Leiter des Ostdeutschen Sozialhygienischen Akademie in Breslau ernannt.
Von 1923 bis 1926 war Prausnitz stellvertretender Direktor des Hygiene-Instituts der Universität Greifswald. 1926 nahm er einen Ruf als Ordinarius und Leiter des Hygiene-Instituts der Breslauer Universität an und war zudem Mitglied der Standardisierungskommission für Sera beim Hygiene-Komitee des Völkerbundes.
Kurz nach der Machtergreifung der Nationalsozialisten im Jahr 1933 wurde Prausnitz aufgrund seiner jüdischen Herkunft aus dem Staatsdienst entlassen. Er ging daraufhin nach Großbritannien, wo er bis 1935 an der University of Manchester lehrte. 1939 erhielt er die britische Staatsbürgerschaft und fügte zu dieser Zeit den Mädchennamen seiner Mutter an seinen Nachnamen an, nannte sich fortan also Prausnitz-Giles. Anschließend war er bis zu seinem Tod im Jahr 1963 als praktischer Arzt auf der Isle of Wight tätig.
Von den Polizeiorganen des NS-Staates wurde Prausnitz derweil nach seiner Emigration als Staatsfeind eingestuft: Im Frühjahr 1940 wurde er vom Reichssicherheitshauptamt auf die Sonderfahndungsliste G.B. gesetzt, ein Verzeichnis von Personen, die im Falle einer erfolgreichen deutschen Invasion Großbritanniens durch die Sonderkommandos der SS-Einsatzgruppen mit besonderer Priorität ausfindig gemacht und verhaftet werden sollten.
Der Schwerpunkt von Prausnitzs Tätigkeit lag auf den Gebieten der Bakteriologie und Immunologie. Er arbeitete über die Cholera, das Heufieber sowie die Standardisierung der Sera.
Am bekanntesten ist Prausnitz für die Entwicklung des Prausnitz-Küstner-Reaktion: 1921 wiesen Prausnitz und sein Assistent Heinz Küstner nach, dass ein Zusammenhang zwischen der allergischen Reaktion eines Allergikers und seinem Blut besteht. Bei einem Selbstversuch wurde eine kleine Menge Blut von Küstner, einem Allergiker gegen Fisch, dem gesunden Prausnitz intrakutan injiziert, worauf auch Prausnitz (wie Küstner) in allergischer Weise auf Fischspeisen reagierte. Hieraus ergab sich, dass allergische Reaktivität zusammen mit den Proteinen des Blutserums übertragen wird. Als Testverfahren zur Diagnose allergischer Erkrankungen entwickelten die beiden daraufhin die genannte Prausnitz-Küstner-Reaktion, die Jahrelang wegweisend blieb. Inzwischen ist das Verfahren jedoch aufgrund des hohen mit ihm verbundenen Infektionsrisikos außer Gebrauch gekommen.

## Familie
Prausnitz war seit 1903 mit Margo Brück, der Tochter des Professors für Strafprozessrecht in Breslau verheiratet. Mit ihr hatte er zwei Söhne, darunter Otto Prausnitz (1904–1980), der Jurist wurde und nach 1933 an der London School of Economics und an der Universität Reading forschte, sowie eine Tochter, Anna, die mit dem Kriminalrechtler Arthur Wegner verheiratet war.
Prausnitzs Schwager, der Bruder seiner Frau war Eberhard Friedrich Bruck, Professor für Römisches und Bürgerliches Recht in Genf, Frankfurt und Bonn, später in Harvard.

## Schriften
- Zum gegenwärtigen Stande der Choleradiagnose unter besonderer Berücksichtigung derjenigen Vibrionen, deren Unterscheidung vom Choleravibrio Schwierigkeiten bereitet, 1903.
- Grundzüge der Hygiene. Unter Berücksichtigung der Gesetzgebung des Deutschen Reiches und Österreichs, 1923. (mit W. Prausnitz)
- Health organisation: Permanent commission on standardisation of sera, serological reactions and biological products. Memoranda on the international standardisation of therapeutic sera and bacterial products, 1929.
- Bakteriologisches Taschenbuch. Die wichtigsten techn. Vorschriften z. bakteriologischen Laboratoriumsarbeit, 1931. (mit O. Olsen)
- "Die ärztliche Ausbildung in Deutschland, Frankreich und Großbritannien im Lichte der Reformbestrebungen des medizinischen Studiums”, in: DMW, 58 (1932), 1534.
- The Teaching of preventive Medicine in Europe, 1933.
- Investigations on respiratory Dust Disease in Operatives in the Cotton Industry, 1936.